# Half-duplex

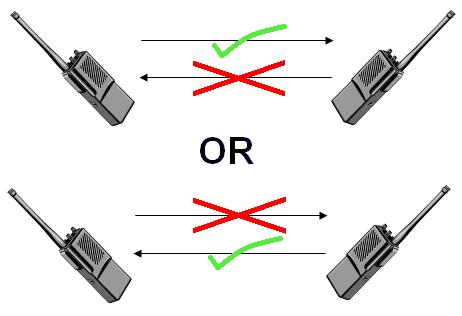
Schematische voorstelling

In de communicatietechniek is half-duplex de mogelijkheid om informatie te versturen in beide richtingen (in tegenstelling tot simplex), maar niet tegelijkertijd (in tegenstelling tot full-duplex).
Een bekend systeem dat dit soort communicatie gebruikt is de walkietalkie. Dit staat ook bekend (vooral bij radioamateurs) als het push-to-talk-systeem. Het is gebruikelijk dat men "over" zegt als men uitgesproken is en de tegenpartij het woord krijgt.
Ook bekende netwerktechnieken zoals Ethernet zijn in hun originele vorm in principe half-duplex, moderne ontwikkelingen zoals de toepassing van switches maken full-duplexcommunicatie in delen van het netwerk wel mogelijk.
Minder bekende half-duplexcommunicatie is bijvoorbeeld:
- Een telefoon die in de speaker-stand staat en de microfoon uitzet zodra de ander gaat praten; ook wel full automated half-duplex of automatic directional control for half-duplex genoemd.

Dit principe wordt onder andere beschreven in United States Patent US3496293 van 3 juli 1967.
- Het programma Skype, dat door echo-onderdrukking slechts één persoon tegelijk laat praten.